# Dario Allenspach
Dario Allenspach (né le 20 août 2002 à Herisau en Suisse) est un joueur suisse de hockey sur glace. Il évolue à la position d'attaquant.

## Biographie

### En club
De 2013 à 2018, Allenspach fait ses débuts dans le mouvement junior du club de sa ville, le SC Herisau. Pour pouvoir évoluer à un niveau de compétition qui lui correspond, il évolue provisoirement dans deux autres clubs de sa région : le SC Will et le Rapperswil-Jona Lakers.
Le 25 mai 2018, il signe un contrat avec le mouvement junior du EV Zug. Lors de la saison 2018-2019, il est sacré champion des Elite Novice avec la formation des moins de 17 ans. Lors de la saison 2020-2021, il fait ses débuts professionnels avec le club ferme de Zoug, le EVZ Academy en Swiss League, ainsi qu'avec l'équipe fanion en National League.
Au terme de la saison, il est sacré deux fois champions, une fois avec la formation moins de 20 ans en Top Junioren et une fois avec l'EV Zoug en National League.
Le 29 novembre 2019, il signe une prolongation de contrat, le liant jusqu'en 2024 avec le club zougois.
Lors de la saison 2021-2022, il dispute neuf rencontres avec l'EVZ Academy. Il s'impose dans la formation de l'EV Zoug pour le reste de la saison, disputant 48 rencontres de Championnat, 6 de Ligue des champions et les 15 rencontres de séries éliminatoires qui permettent au club d'être sacré champions une deuxième année consécutive.

### En équipe nationale
Allenspach représente la Suisse dans les rangs junior à partir de la saison 2017-2018. Il évolue d'abord pour les moins de 16 ans.
En 2019, avec la formation des moins de 18 ans, il représente la Suisse lors du tournoi Coupe Hlinka-Gretzky. Il termine à la huitième et dernière place, marquant le dernier but lors du match de classement face à la Slovaquie, perdu sur la marque de 7-5.
En 2021, il prend part au Championnat du monde junior avec la formation des moins de 20 ans. Perdant les quatre rencontres durant la phase de groupe, la Suisse est logiquement éliminée et termine à la 9e place, seule l'Autriche avec une moins bonne différence de buts est classée derrière eux.
Il est à nouveau sélectionné pour le Championnat du monde junior en 2022, avant que le tournoi ne soit annulé à cause de la pandémie de Covid-19, plusieurs équipes ayant de nombreux joueurs déclaré positifs.

## Statistiques

### En club
| Saison    | Équipe              | Ligue               |    | Saison régulière | Saison régulière | Saison régulière | Saison régulière | Saison régulière |   | Séries éliminatoires | Séries éliminatoires | Séries éliminatoires | Séries éliminatoires | Séries éliminatoires |
| Saison    | Équipe              | Ligue               | PJ | B                | A                | Pts              | Pun              | PJ               | B | A                    | Pts                  | Pun                  |                      |                      |
| 2013-2014 | SC Herisau U15      | Mini A              | 1  | 0                | 1                | 1                | 0                | -                | - | -                    | -                    | -                    |                      |                      |
| 2014-2015 | SC Herisau U15      | Mini A              | 3  | 0                | 0                | 0                | 0                | -                | - | -                    | -                    | -                    |                      |                      |
| 2015-2016 | SC Will U15         | Mini A              | 23 | 28               | 17               | 45               | 26               | -                | - | -                    | -                    | -                    |                      |                      |
| 2015-2016 | SC Herisau U17      | Novizen A           | 8  | 6                | 6                | 12               | 2                | -                | - | -                    | -                    | -                    |                      |                      |
| 2015-2016 | SC Herisau U17      | Top Novizen Q       | -  | -                | -                | -                | -                | 1                | 1 | 0                    | 1                    | 0                    |                      |                      |
| 2016-2017 | SC Herisau U17      | Top Novizen         | 17 | 10               | 9                | 19               | 6                | -                | - | -                    | -                    | -                    |                      |                      |
| 2016-2017 | Rapperswil-Jona U15 | Top Mini            | 25 | 31               | 7                | 38               | 50               | -                | - | -                    | -                    | -                    |                      |                      |
| 2016-2017 | Rapperswil U17      | Elite Novizen       | -  | -                | -                | -                | -                | 1                | 0 | 0                    | 0                    | 0                    |                      |                      |
| 2017-2018 | SC Herisau U17      | Top Novizen         | 6  | 5                | 4                | 9                | 18               | -                | - | -                    | -                    | -                    |                      |                      |
| 2017-2018 | SC Herisau U20      | Top Junioren        | 2  | 2                | 0                | 2                | 2                | -                | - | -                    | -                    | -                    |                      |                      |
| 2017-2018 | Rapperswil U17      | Elite Novizen       | 29 | 11               | 10               | 21               | 30               | 4                | 0 | 0                    | 0                    | 8                    |                      |                      |
| 2018-2019 | Zug U17             | Elite Novizen       | 25 | 9                | 15               | 24               | 43               | 8                | 3 | 9                    | 12                   | 44                   |                      |                      |
| 2018-2019 | Zug U20             | Elite Junior A      | 12 | 0                | 2                | 2                | 4                | 2                | 2 | 0                    | 2                    | 0                    |                      |                      |
| 2019-2020 | Zug U20             | U20-Elit            | 43 | 17               | 19               | 36               | 36               | 3                | 1 | 1                    | 2                    | 6                    |                      |                      |
| 2020-2021 | Zug U20             | U20-Elit            | 9  | 4                | 4                | 8                | 4                | 2                | 0 | 3                    | 3                    | 4                    |                      |                      |
| 2020-2021 | EVZ Academy         | SL                  | 32 | 9                | 12               | 21               | 10               | -                | - | -                    | -                    | -                    |                      |                      |
| 2020-2021 | EV Zug              | NL                  | 11 | 1                | 0                | 1                | 0                | 2                | 0 | 0                    | 0                    | 0                    |                      |                      |
| 2020-2021 | EVZ Academy         | Coupe de Suisse     | 1  | 0                | 1                | 1                | 0                | -                | - | -                    | -                    | -                    |                      |                      |
| 2021-2022 | EVZ Academy         | SL                  | 9  | 1                | 3                | 4                | 8                | 1                | 0 | 0                    | 0                    | 0                    |                      |                      |
| 2021-2022 | EV Zug              | NL                  | 48 | 4                | 5                | 9                | 4                | 15               | 3 | 1                    | 4                    | 0                    |                      |                      |
| 2021-2022 | EV Zug              | Ligue des champions | 6  | 1                | 1                | 2                | 2                | -                | - | -                    | -                    | -                    |                      |                      |

### En équipe nationale
| Année     | Équipe     | Compétition                 |    | PJ | B | A  | Pts | Pun                 |  | Résultat |
| 2017-2018 | Suisse U16 | International               | 6  | 0  | 0 | 0  | 2   |                     |  |          |
| 2018-2019 | Suisse U17 | International               | 8  | 2  | 1 | 3  | 2   |                     |  |          |
| 2019-2020 | Suisse U18 | International               | 16 | 5  | 7 | 12 | 4   |                     |  |          |
| 2019      | Suisse U18 | Coupe Hlinka-Gretzky        | 4  | 2  | 0 | 2  | 2   | 8e place            |  |          |
| 2020-2021 | Suisse U20 | International               | 8  | 2  | 5 | 7  | 4   |                     |  |          |
| 2021      | Suisse U20 | Championnat du monde junior | 4  | 0  | 3 | 3  | 2   | 9e place            |  |          |
| 2020-2021 | Suisse U20 | International               | 6  | 0  | 4 | 4  | 0   |                     |  |          |
| 2022      | Suisse U20 | Championnat du monde junior | 1  | 0  | 1 | 1  | 0   | Compétition annulée |  |          |